# Curtiss F9C Sparrowhawk
Cet avion ne doit pas être confondu avec un autre biplan de l'entre-deux-guerres, le Gloster Sparrowhawk de la Royal Navy
Le Curtiss F9C Sparrowhawk est un avion militaire de l'entre-deux-guerres. Ce chasseur biplan a servi dans l'US Navy comme parasite embarqué à bord de deux dirigeables de l'US Navy, l'USS Akron, et l'USS Macon. Sa carrière prit fin en 1935 à la suite du crash en mer de l'USS Macon.

## Conception
À l'origine, le Curtiss F9C a été conçu comme chasseur embarqué en réponse à une fiche programme émise par l'US Navy en 1928 pour un petit chasseur léger embarqué sur porte-avions. Le prototype désigné XF9C-1 effectua son vol initial en mars 1931. Il était représentatif, dans ses lignes et sa structure, de la lignée des Hawk. Comme ses prédécesseurs F7C Seahawk ou F6C Hawk. Malgré de bonnes performances en vol, l'appareil n'a jamais pu réussir complètement ses essais sur porte-avions.
Mais la marine américaine émit une nouvelle spécification pour un petit chasseur destiné à la protection rapprochée de ses dirigeable porte-avions de reconnaissance et d'alerte USS Akron et USS Macon. La petite taille et le faible poids du F6C le rendaient idéal pour jouer ce rôle de « parasite. » Il devait être lancé d'un hangar aménagé à l'intérieur du dirigeable, et récupéré grâce à un crochet placé au-dessus des ailes, lui permettant d'accrocher un trapèze actionné par un moteur. Ce crochet jouait le même rôle que la crosse d'appontage d'un appareil embarqué sur porte-avions. Des essais intensifs d'accrochage sur dirigeable furent menés avec un second prototype, rebaptisé XF9C-2, à partir de février 1932, et se montrèrent concluant. Six machines de série désignées F9C-2 furent donc commandées par l'US Navy le 14 octobre 1931 et fabriquées en 1932. Ils entrèrent en service avec les numéros d'immatriculation (BuN°) 9056 à 9061. Le prototype XF9C-2 fut également acheté par l'US Navy et reçut le BuN° 9264.

## Engagements
La carrière opérationnelle du F9C-2 se termina tragiquement, avec les accidents dont furent victimes les deux dirigeables à bord desquels il était embarqué.
- L'USS Akron fut pris dans un violent orage le 4 avril 1933 au large des côtes du New Jersey, et s'écrasa en mer. Seuls trois membres d'équipage sur les 77 survécurent au naufrage. Le contre-amiral William A. Moffet, chef de l'Aéronautique navale américaine, périt dans l'accident. Par chance, aucun Sparrowhawk ne se trouvait à bord[3].

- L'USS Macon entra en service en juin 1933, deux mois après la disparition du Akron. Deux ans après cette première catastrophe, le Macon rencontra de très mauvaises conditions météorologiques au cours d'un exercice de reconnaissance de routine le 13 février 1935, au-dessus de la pointe de Big Sur, en Californie du sud[3], et s'écrasa au sol[1], avec quatre Sparrowhawk dans son hangar[2]. Sitôt le dirigeable pris dans l'orage, on avait tenté de les larguer, mais les turbulences ne le permirent pas. Deux hommes d'équipage sur 81 périrent dans l'accident[3].

Après ce second accident, il restait trois Sparrowhak dont le prototype XFC-2 (no 9264), devenus orphelins et sans emploi. L'escadrille fut dissoute et les pilotes affectés dans d'autres unités. Les trois avions furent d'abord affectés à la Battle Force Pool à San Diego Naval Air Station, en Californie. Il s'agissait d'une unité de réserve générale et d'entrepôt de matériels opérationnels non affectés. En 1936, ils furent transférés à Norfolk Naval Air Station. Ils traversèrent les États-Unis d'ouest en est par la voie des airs. Lors du convoyage, le no 9057 fut accidenté à l'atterrissage à Kingman, en Arizona. Réparé tant bien que mal, il reprit son voyage mais s'écrasa à Albuquerque, au Nouveau-Mexique. Désormais irréparable, les parties récupérables furent envoyées à Norfolk, où les no 9056 et 9264 arrivèrent intacts. En 1937, il fut décidé d'envoyer le 9264 à la casse et de conserver le 9056, mais à la suite d'une confusion, ce fut l'inverse. Le seul appareil conservé intact fut donc le prototype XF6C-2. Cet appareil fut restauré aux couleurs, plus flamboyantes, du no 9056 (le no 9264 était de couleur métal naturel). Il est désormais exposé au National Air and Space Museum (musée national de l'air et de l'espace) de la Smithsonian Institution à Washington.

## Variantes
- XF9C-1 (no 8731) : prototype de chasseur embarqué sur porte-avions.
- XF9C-2 (no 9264) : second prototype avec crochet d'amarrage sur dirigeable porte-avions.
- F6C-2 (no 9056 à 9061). Version de série du XF9C-2. 6 exemplaires construits.

## Autres caractéristiques
Dans les versions embarquées sur l'USS Macon, les avions décollaient de leur base arrière pour rejoindre leur base avancée, en l'occurrence le Macon. Une fois l'appareil hissé à bord, on démontait son train d'atterrissage principal et on lui installait un réservoir supplémentaire d'essence. Ce réservoir permettait de porter à 500 km l'autonomie de l'appareil, qui était un de ses plus gros défauts opérationnels : 280 km seulement sans bidon. La perte de son train d'atterrissage fit du F9C-2 le premier appareil totalement aérien, au sens qu'il ne pouvait plus se poser au sol et devait être récupéré en vol par son dirigeable porte-avions.

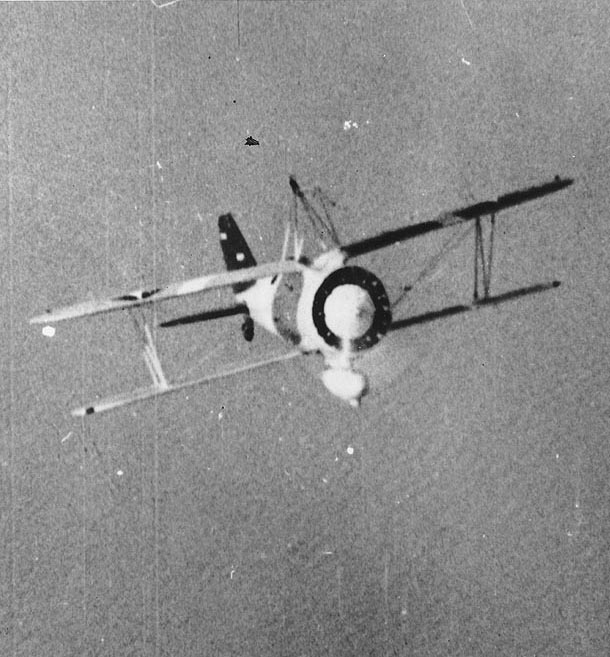
Un F9C-2 avec son réservoir d'essence en lieu et place du train d'atterrissage.
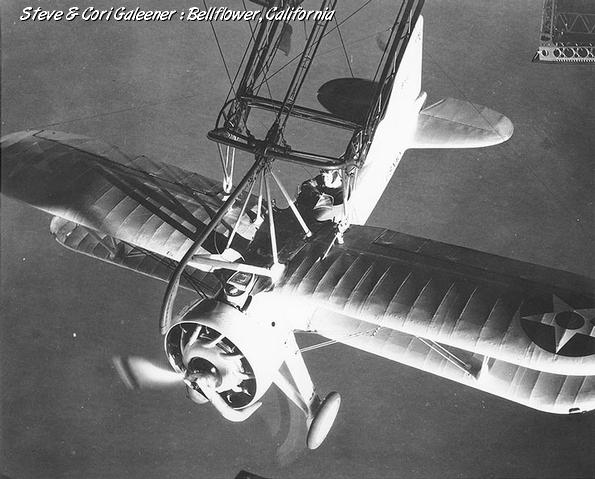
F9C-2 accrochant le trapèze de récupération par le dirigeable.